# Hallowed Be Thy Name
„Hallowed Be Thy Name“ je píseň anglické heavymetalové skupiny Iron Maiden. Jejím autorem je baskytarista skupiny Steve Harris. Vydána byla v březnu roku 1982 na třetím albu kapely The Number of the Beast. V roce 1993 vyšla píseň jako singl z koncertní desky A Real Dead One. Tato koncertní verze se stala posledním singlem, na němž zpíval Bruce Dickinson, až do roku 2000, kdy byl uveden singl „The Wicker Man“. Kapela píseň hrála při téměř všech svých koncertních turné. Později od toho však upustila, neboť čelila žalobě od autorů písně „Life’s Shadow“ od kapely Beckett (jejími autory byli Robert Barton a Brian Ingham). V písni „Hallowed Be Thy Name“ je totiž zmíněno několik veršů z písně „Life’s Shadow“. Harris byl fanouškem kapely Beckett.